# Jean Kaltenbach
Pour les articles homonymes, voir Kaltenbach (homonymie).
Jean Kaltenbach, né le 5 avril 1927 à Saint-Hippolyte (Doubs) et mort le 16 avril 2021 à Port-Marly (Yvelines), est un homme politique français.

## Biographie
Jean Kaltenbach s'est installé comme pharmacien à Eurville en 1953, il en devient le maire en 1965, puis il devient maire d'Eurville-Bienville ; Eurville-Bienville étant issu de la fusion en 1972 de deux villages localisés de part et d'autre de la Marne (Eurville sur la rive gauche, Bienville sur la rive droite). Il devient conseiller régional de Champagne-Ardenne en 1973.
Lors des cantonales de 1982, il devient conseiller général du canton de Chevillon dans l'arrondissement de Saint-Dizier jusqu'en 1988.
À la suite de la démission de Bernard Stasi en 1988 du conseil régional de Champagne-Ardenne pour cause de cumul de mandats, Jean Kaltenbach lui succède en devenant le quatrième président de l'institution. Il est réélu président à la suite des régionales de 1992, avec 21 voix au troisième tour de scrutin à la majorité relative et sans alliance, à la tête du groupe RPR-UDF.
Alors qu'il devait reconduire la tête de liste en Haute-Marne pour les échéances régionales à venir, il annonce en janvier 1998 qu'il renonce à briguer un nouveau mandat ; principalement à cause de dissensions au niveau local pour constituer des listes RPR-UDF, mais aussi, d'une absence de soutien en "haut lieu".

## Synthèse des mandats
Mandats locaux
- 1965 - 1972 : Maire d'Eurville
- 1972 - 2001 : Maire d'Eurville-Bienville
- 1982 - 1988 : Conseiller général du canton de Chevillon
- 1973 - 1988 : Conseiller régional de Champagne-Ardenne
- 1988 - 1992 : Président du Conseil régional de Champagne-Ardenne
- 1992 - 1998 : Président du Conseil régional de Champagne-Ardenne